# Долни Дисан
Долни Дисан (на македонска литературна норма: Долни Дисан) е село в Северна Македония, в община Неготино.

## География
Селото е разположено източно от Кавадарци и южно от Неготино.

## История
На 1 km югоизточно от селото, от двете страни на пътя за Вешие е археологическият обект Два гроба - некропол и вила рустика от Римско време.
В XIX век Долни Дисан е село в Тиквешка кааза на Османската империя. В края на XIX век Васил Кънчов минава през селото и пише, че
| „ | Дисан е голямо турско село, забележително с прочутия си и много влиятелен ходжа Юсуфаа, който всяка година ходи в Ц[ари]град за байрама и се ползва с голямо уважение. | “ |

Според статистиката на Кънчов („Македония. Етнография и статистика“) от 1900 година селото има 1556 жители, от които 350 българи християни, 1200 българи мохамедани и 6 цигани.
Цялото християнско население на селото е под върховенството на Българската екзархия. По данни на секретаря на екзархията Димитър Мишев („La Macédoine et sa Population Chrétienne“) в 1905 година в Долно Дисан (Dolno-Dissan) има 320 българи екзархисти.
По данни на българското военно разузнаване в 1908 година:
| „ | Сирково, Долни Дисан и Тремник [са] турски [помашки] села. Жителите им както и турците в Кавадар, Дреново и Неготин са най-злите спрямо българите и по-голяма част от убийствата и престъпленията, които стават в казата се вършат от тях. Те са въоръжени и в случай на война и размирици могат да съставят башибозушки щайки. | “ |

При избухването на Балканската война в 1912 година 3 души от Дисан (Горни и Долни) са доброволци в Македоно-одринското опълчение.
След Междусъюзническата война в 1913 година селото попада в Сърбия. През 1922-1923 година в селото е открита поща, която функционира до 6 април 1941 година.
На етническата си карта от 1927 година Леонард Шулце Йена показва Долни Дисан (Dl.-Disan) като село с неясен етнически състав.
В 1939 година е изградена църквата „Свети Архангел Михаил“.
По време на българското управление във Вардарска Македония в годините на Втората световна война, Вангел Атанасов Лашков от Прилеп е български кмет на Дисан от 15 ноември 1941 година до 9 септември 1944 година.

## Личности
Родени в Дисан
- Велко Камчев, македоно-одрински опълченец, Нестроева рота на 3 солунска дружина[11]
- Ное Петров (Нойо, 1889 – ?), македоно-одрински опълченец, 4 рота на 3 солунска дружина[12]
- Ристо Давчевски (1939 – 2009), писател от Северна Македония
- Станоя Найдов (1886 – ?), македоно-одрински опълченец, Кюстендилската дружина[13]